# Пелльворм (коммуна)
Пелльворм (нем. Pellworm) — община в Германии, в земле Шлезвиг-Гольштейн.
Входит в состав района Северная Фризия. Подчиняется управлению Пелльворм. Население составляет 1124 человека (на 31 декабря 2006 года). Занимает площадь 37,44 км².
Официальным языком в населённом пункте, помимо немецкого, является севернофризский.
Коммуна подразделяется на 14 сельских округов.

## Фотографии
- Церковь
- Церковь